# Katastrofa lotu LANSA 508
Katastrofa lotu LANSA 508 – katastrofa lotnicza, do której doszło 24 grudnia 1971 roku nad peruwiańską częścią Amazonii. Rejsowy samolot Lockheed L-188 Electra linii Líneas Aéreas Nacionales S. A. (LANSA) lecący z Limy do Iquitos z międzylądowaniem w Pucallpie po przekroczeniu Andów wleciał w strefę burzową i ok. 12:36 rozpadł się na kawałki na wysokości około 6400 m ponad ziemią na terenie prowincji Puerto Inca. W katastrofie zginęło wszystkich sześciu członków załogi oraz 85 spośród 86 pasażerów.
Jedyną osobą, która przeżyła tragedię, była siedemnastoletnia Juliane Koepcke, która przypięta do swojego fotela spadła na ziemię. Mimo poważnych obrażeń, przez dziesięć dni przedzierała się przez las tropikalny, nim odnalazło ją trzech miejscowych leśników, którzy jej pomogli. Jej historia stała się podstawą filmu dokumentalnego Skrzydła nadziei.
Dla linii lotniczych Líneas Aéreas Nacionales S. A. (LANSA) była to trzecia w ciągu pięciu lat poważna katastrofa lotnicza. Ponieważ jednocześnie był to ostatni posiadany przez linie samolot, 4 stycznia 1972 rząd peruwiański odebrał przedsiębiorstwu licencję na wykonywanie przewozów lotniczych, a LANSA ogłosiła bankructwo.